# Aéroport Al Hoceïma - Cherif-Al-Idrissi
Pour les articles homonymes, voir Al Hoceima et Charif Al Idrissi.
L'aéroport Al Hoceima - Cherif Al Idrissi est un aéroport international situé près d'Al Hoceima au nord du Maroc.

## Infrastructures et équipements
L'aéroport dispose de deux terminaux d'une capacité de 300 000 passagers par an.
Autorité aéroportuaire : Office national des aéroports (ONDA)
Situation géographique :  à 17 km de la ville
Équipements radionavigation : VOR, DME, NDB
Parking avions :
- Superficie : 18 000 m2
- Capacité : 6 Boeing 737/A320

Installations terminales :
Aérogares :
- Superficie : 1 350 m2
- Capacité : 300 000 passagers par an

Trafic 2009 :
- Mouvements d’avions : 1 211
- Passagers : 18 733

## Situation

### Carte des aéroports du Maroc
| \| 100 km1:10 004 000 \| Ouezzane Agadir Al Hoceima Meknès Béni Mellal Bouarfa Casablanca-Tit Mellil Casablanca-Mohammed V Errachidia Essaouira Fès Guelmim Ifrane Kénitra Khouribga Marrakech Nador Ouarzazate Oujda Rabat-Salé Tanger Zagora Tan-Tan Tarfaya Tétouan Benslimane Sidi Slimane Inezgane Ben Guerir Taroudant Taza |
| 100 km1:10 004 000 |

## Statistiques
Pour des raisons techniques, il est temporairement impossible d'afficher le graphique qui aurait dû être présenté ici.

Voir la requête brute et les sources sur Wikidata.

### En tableau
| 2006   | 2007             | 2008             | 2009         | 2010         | 2011         | 2012         | 2013 | 2014 | 2015 | 2016            | 2017             | 2018             | 2019             |
| ------ | ---------------- | ---------------- | ------------ | ------------ | ------------ | ------------ | ---- | ---- | ---- | --------------- | ---------------- | ---------------- | ---------------- |
| 20 246 | 17 834 · 10,18 % | 16 018 · 10,18 % | 18 733 · ??? | 24 405 · ??? | 24 685 · ??? | 26 317 · ??? |      |      |      | 45 560 · 3,63 % | 59 276 · 30,98 % | 79 324 · 10,10 % | 92 121 · 16,13 % |

## Compagnies et destinations
| Compagnies              | Destinations                                           |
| ----------------------- | ------------------------------------------------------ |
| Royal Air Maroc Express | Casablanca-Mohammed-V, Tanger, Tétouan-Sania R'mel     |
| Transavia               | Rotterdam-La Haye                                      |
| TUI fly Belgium         | Bruxelles-National En saison : Charleroi Bruxelles-Sud |

Édité le 25/12/2019  Actualisé le 2/08/2023